# Tamkvæg
Tamkvæg (latin: Bos taurus) er udviklet ud fra uroksen (Bos primigenius). Tamkvæget regnes tit som en underart af uroksen.

## Historie
De ældste tegn på tæmning af uroksen stammer fra "den frugtbare halvmåne", hvor man har fundet rester af tamkvæg i Çatal Hüyük i Lilleasien fra ca. 4000 år fvt. Mens andre tamdyr primært blev holdt som husdyr for kødets skyld (og andre animalske produkter som æg, mælk og uld), blev tamkvæget også brugt som trækdyr. Dette var en af forudsætningerne for at det første primitive landbrug med svedjebrug udviklede sig til mere intensive landbrug med anvendelse af plov, så de første højere kulturer opstod i Nildalen og Mesopotamien. I længden menes anvendelsen af trækdyr at være hovedårsagen til, at f.eks. den europæiske kultur i 1500-tallet kunne vinde over de indianske højkulturer, som også havde tamdyr (lamaer), men ikke udnyttede dem som trækdyr.

## Etymologi
Kvæg har historisk set været et udtryk for rigdom. Således er det latinske ord for kvæg pecus (beslægtet med dansk fæ) oprindelsen til det latinske ordet pecunia ('penge'). Ordet fæ kunde også betyde rigdom i ældre dansk.

## Kvægracer
M = malkerace, K = kødrace
- Aberdeen Angus K
- Dansk Blåkvæg K
- Charolaiskvæg K
- Dansk Jersey M
- Dansk Rødbroget Kvægrace M K
- Simmentalkvæg K M
- Herefordkvæg K
- Jysk Kvæg M K
- Limousinekvæg K
- Rød Dansk Malkerace (RDM) M
- Skotsk Højlandskvæg K
- Sortbroget Dansk Malkerace (Dansk Holstein) (SDM-DH) M
- Urokse Bos primigenius
- Gallowaykvæg Bos taurus galloway K
- Økvæg

## Specifikke navne
- Kalv – unge
- Ko – hunkvæg, der har kælvet
  - Kvie – ungt hunkvæg, som endnu ikke har kælvet, og derfor ikke giver nogen mælk.
- Tyr – voksent kvæg af hankøn.
  -  Stud – kastreret tyr
- Okse – Generelt ord for slagtekvæg; både han- og hundyr

## Korte facts
Herefordkvæget findes i to racer; polled og horned. Polled er født uden anlæg til horn.
Alle kreaturer i Danmark skal bære et øremærke, der angiver et femcifret nummer på fødegården og et firecifret løbenummer (også kaldet et CHR-nummer).
En slagtekalv vejer normalt 400-450 kg når den sendes til slagteriet. Dette giver en såkaldt slagtevægt (det brugbare) på 200 kg, hvilket er mindstegrænsen for EU-støtte til opfedning af slagtekvæg. Denne vægt nås ca. 13-15 måneder efter fødslen for de fleste racer.

## SDM og RDM
Sortbroget Dansk Malkerace forkortes til SDM, og Rød Dansk Malkerace forkortes til RDM.
Hvis man krydser SDM og RDM, vil afkommet sandsynligvis blive ensfarvet sort, dog mulighed for en rødbrun stribe langs ryggen. Dette skyldes dominerende og vigende genetiske egenskaber.
Det er kommet som et chok for mange, at den røde danske malkeko – førhen kendt som rødt fynsk kvæg – er ved at forsvinde.
Den blev fra omkring 1970 stærkt opblandet med amerikansk og canadisk brunkvæg, og i dag er der kun ca. 150 rene dyr tilbage.
Grunden til fortrængningen var en delvis fejlslagen forædling: Yver og patter var blevet alt for store, mælken var tynd og malkningen sen, kødsætningen for dårlig og blandt andre skavanker havde mange køer efterhånden også fået svært ved at kælve.
Det kneb også efterhånden med forplantningsevnen, fordi mange tyres sperm er for spaltede i hovedet så de ikke kunne gennembryde æggets membran.
Ligesom de fleste andre danske husdyr er også den røde malkeko opstået ved krydsning mellem hjemlige og importerede dyr. Der forekom altid røde dyr blandt det desværre meget fåtallige spraglede "økvæg" på øerne øst for Lillebælt, men det røde farveslag blev først enerådende efter en kraftig indkrydsning med 3 forskellige slesvigske kvægracer – alle røde.
Der var dels tale om det uddøde midtslesvigske kvæg, det store, ligeledes uddøde, Ballum kvæg og det mindre, men godt malkende, Angler kvæg.
Der førtes en del kreaturer af disse racer til København, hvor de hovedsageligt opstaldedes i brændevinsbrænderier og bryggerier, hvor dyrene fededes op med masken, hvilket også gav god mælk. Nogle af dyrene har givetvis også fundet vej til bøndernes stalde, og indkrydsningen i økvæget må givetvis have forbedret dette.
Den bevidste avl med de røde køer startede – ifølge traditionen – netop da en sådan slesvigsk kvægdrift omkring 1840 passerede Ryslinge. En rød ko kælvede ud for smeden hus, og da kalven ikke kunne vinde med, fik han den.
Denne røde tyrekalv blev sidenhen stamfar til, en berømt slægt af røde køer, og i sidste halvdel af forrige århundrede opstod der tilsvarende stammer andre steder på øerne. Den røde malkeko slog dog først for alvor igennem i det tyvende århundrede.

### SDM's historie
Der har altid været sortbroget kvæg i Jylland. Helt tilbage til middelalderen har der været en livlig handel med kvæg til Nordtyskland og Holland. Med kvægdrifterne langs Hærvejen (oksevejen) blev der leveret stude og avlskvæg til de store markeder sydpå. Ofte var der også dyr med tilbage til Jylland. Den sorte farvetegning kunne derfor findes i landene langs Nordsøen. I midten af 1800-tallet begyndte en egentlig renavl og i 1881 udkom den første stambog i Danmark. Racen fik navnet Sortbroget jydsk Malkekvæg, men der var også gråbrogede dyr imellem.

### Jysk Kvæg
Jysk Kvæg blev renavlet frem til 1949. Dette år blev alt det sortbrogede og gråbrogede kvæg som var slået sammen til én race – SDM – sortbroget dansk malkekvæg. Foruden det jyske kvæg var der efter genforeningen med Sønderjylland i 1920 kommet tysk og hollandsk kvæg til Danmark. I mange år forud for sammenlægningen til SDM var der i Danmark en hård og ikke altid venlig debat om "det rigtige" i at slå jyderne sammen med de såkaldte "hollændere". Ved dannelsen af SDM i 1949 blev racen en åben avlsproduktion med dyr fra Danmark, Tyskland, Holland og Sverige. Senere kom Holstein Friesian ind.

### Holstein-Frieser
I slutningen af 1800-tallet blev der ført sortbroget kvæg fra Holsten og Friesland til Amerika (Holstein-Frieser). Her udviklede racen sig anderledes end i de gamle hjemlande. I Europa var det en toformålsrace (mælk og kød). I Amerika blev der udelukkende avlet efter en højtydende malkeko. I 1966 blev der importeret tyresæd fra USA til Danmark, og som det skete i resten af verden, blev de gamle arveanlæg fortrængt af gener fra den nordamerikanske Holstein. Derfor er navnet i dag SDM – Dansk Holstein.

### SDM i dag
SDM – Dansk Holstein er den altdominerende race i Danmark og udgør med ca. 400.000 ydelseskontrollerede køer 70% af Danmarks kobestand.